# Skania (region)
Skania (szw. Skåne län) – jedna ze szwedzkich prowincji (län). Siedzibą władz regionu (residensstad) jest Malmö. Niektóre urzędy zarządu regionu (länsstyrelsen) znajdują się w Kristianstad.

## Geografia
Region Skania jest najdalej na południe wysuniętą częścią Szwecji oraz Götalandu. Obejmuje całą prowincję historyczną (landskap) Skania oraz tätort Östra Karup w gminie Båstad, zaliczany do Hallandu.
Graniczy z regionami Halland, Kronoberg i Blekinge. Region połączony jest z duńską wyspą Zelandią i Kopenhagą mostem nad cieśniną Sund (Öresundsbron).
Najwyższym wzniesieniem Skanii jest Magleröd – 212 m n.p.m. Największe jezioro tego regionu to Ivösjön. Znajdują się tu trzy parki narodowe: Söderåsen, Dalby Söderskog i Stenshuvud.

## Demografia
31 grudnia 2014 r. Skåne län liczył 1 288 908 mieszkańców (3. pod względem zaludnienia z 21 regionów Szwecji), gęstość zaludnienia wynosiła 114 mieszkańców na km².
Liczba mieszkańców regionu Skåne län w latach 2000–2014:
| Rok  | Ludność   |
| ---- | --------- |
| 2000 | 1 129 424 |
| 2005 | 1 169 464 |
| 2010 | 1 243 329 |
| 2014 | 1 288 908 |

## Historia
Skåne län utworzono 1 stycznia 1997 r. po złączeniu dotychczasowych regionów Malmöhus i Kristianstad, istniejących od 1719 r.
|  |  |  |  |  |

## Gminy i miejscowości

### Gminy
Region Skania jest podzielony na 33 gminy:
|  | - Ängelholm (40 229) - Åstorp (15 061) - Båstad (14 419) - Bjuv (14 894) - Bromölla (12 400) - Burlöv (17 211) - Eslöv (32 179) - Hässleholm (50 565) - Helsingborg (135 344) - Höganäs (25 298) - Höör (15 770) | - Hörby (14 927) - Kävlinge (29 808) - Klippan (16 733) - Kristianstad (81 826) - Landskrona (43 574) - Lomma (22 946) - Lund (115 968) - Malmö (318 107) - Örkelljunga (9 733) - Osby (12 828) - Östra Göinge (13 864) | - Perstorp (7 174) - Simrishamn (18 905) - Sjöbo (18 415) - Skurup (15 167) - Staffanstorp (22 994) - Svalöv (13 460) - Svedala (20 248) - Tomelilla (13 007) - Trelleborg (42 973) - Vellinge (34 110) - Ystad (28 771) |  |

Uwagi: W nawiasie liczba mieszkańców; stan na dzień 31 grudnia 2014 r.

### Miejscowości
Lista 10 największych miejscowości (tätort-er) regionu Skania (2010):
| #  | Miejscowość  | Gmina        | Liczba mieszkańców (2010) |
| -- | ------------ | ------------ | ------------------------- |
| 1  | Malmö        | Malmö        | 280 415                   |
| 2  | Helsingborg  | Helsingborg  | 97 122                    |
| 3  | Lund         | Lund         | 82 800                    |
| 4  | Kristianstad | Kristianstad | 35 711                    |
| 5  | Landskrona   | Landskrona   | 30 499                    |
| 6  | Trelleborg   | Trelleborg   | 28 290                    |
| 7  | Ängelholm    | Ängelholm    | 23 240                    |
| 8  | Hässleholm   | Hässleholm   | 18 500                    |
| 9  | Ystad        | Ystad        | 18 350                    |
| 10 | Eslöv        | Eslöv        | 17 748                    |